# Olympische Jugend-Sommerspiele 2018/Teilnehmer (Bulgarien)
| Gelbes Symbol für Goldmedaillen mit stilisierten Olympischen Ringen | Graues Symbol für Silbermedaillen mit stilisierten Olympischen Ringen | Braundes Symbol für Bronzemedaillen mit stilisierten Olympischen Ringen |
| ------------------------------------------------------------------- | --------------------------------------------------------------------- | ----------------------------------------------------------------------- |
| 2                                                                   | 2                                                                     | 2                                                                       |

Die Jugend-Olympiamannschaft aus Bulgarien für die III. Olympischen Jugend-Sommerspiele vom 6. bis 18. Oktober 2018 in Buenos Aires (Argentinien) bestand aus 24 Athleten.

## Athleten nach Sportarten

### Badminton
Mädchen
- Marija Deltschewa
Einzel: 9. Platz
Mixed: Gold  (im Team Alpha)

### Boxen
Mädchen
- Gorjana Stoewa
Fliegengewicht: 4. Platz

### Fechten
Mädchen
- Joana Iliewa
Säbel Einzel: 5. Platz
Mixed: 4. Platz (im Team Europa 3)

### Gewichtheben
| Mädchen - Galja Schatowa Schwergewicht: Bronze | Jungen - Christo Christow Superschwergewicht: Silber |

### Judo
Mädchen
- Aleksa Georgiewa
Klasse bis 44 kg: 9. Platz
Mixed: 5. Platz (im Team Atlanta)

### Leichtathletik
| Mädchen - Alexandra Natschewa Dreisprung: Gold - Jana Koptschewa Kugelstoßen: 6. Platz | Jungen - Wesselin Jiwkow 200 m: 16. Platz - Walentin Andreew Hammerwurf: Silber |

### Moderner Fünfkampf
| Mädchen - Sorniza Stoilowa Einzel: 14. Platz Mixed: 11. Platz (mit Csaba Bőhm Ungarn) | Jungen - Christo Panajotow Einzel: 18. Platz Mixed: 17. Platz (mit Yekaterina Tareva Kirgisistan) |

### Ringen
Jungen
- Edmond Armen Nasarjan
Griechisch-römisch bis 45 kg: Bronze

### Schießen
Jungen
- Kiril Kirow
Luftpistole 10 m: 11. Platz
Mixed: Gold  (mit Vanessa Seeger  Deutschland)
- Plamen Emilow
Luftgewehr 10 m: 16. Platz
Mixed: 14. Platz (mit Wang Zeru  Volksrepublik China)

### Schwimmen
| Mädchen - Diana Petkowa 50 m Freistil: 6. Platz 100 m Freistil: 15. Platz 50 m Brust: 24. Platz - Vasiliki Kadoglu 800 m Freistil: 20. Platz | Jungen - Jordan Jantschew 200 m Freistil: 23. Platz 400 m Freistil: 17. Platz 800 m Freistil: 15. Platz - Tichomir Todorow 50 m Schmetterling: 30. Platz 100 m Schmetterling: 21. Platz 200 m Schmetterling: 32. Platz |

### Sportklettern
Jungen
- Petar Iwanow
Kombination: 6. Platz

### Tennis
Jungen
- Adrian Andreew
Einzel: 4. Platz
Doppel: Silber  (mit Rinky Hijikata  Australien)
Mixed: 1. Runde (mit Viktoriya Dema  Ukraine)

### Turnen

#### Rhythmische Sportgymnastik
Mädchen
- Tatjana Woloschanina
Einzel: 5. Platz
Mixed: 4. Platz (im Team Grau)

#### Akrobatik
- Mariela Kostadinowa
- Panajot Dimitrow
Gold 
Mixed: Gold  (im Team Orange)